# Beyrède-Jumet
Beyrède-Jumet foi uma antiga comuna francesa na região administrativa de Occitânia, no departamento dos Altos Pirenéus. Estendia-se por uma área de 15,9 km², Em 2010 a comuna tinha 223 habitantes (densidade: 14 hab./km²)..
Em 1 de janeiro de 2019, ela foi inserida no território da nova comuna de Beyrède-Jumet-Camous.